# Alba (Itália)
Alba é uma comuna italiana da região do Piemonte, província de Cuneo, com cerca de 29.759 habitantes. Estende-se por uma área de 54 km², tendo uma densidade populacional de 551 hab/km². Faz fronteira com Barbaresco, Benevello, Borgomale, Castiglione Falletto, Corneliano d'Alba, Diano d'Alba, Grinzane Cavour, Guarene, La Morra, Monticello d'Alba, Piobesi d'Alba, Roddi, Serralunga d'Alba, Treiso, Trezzo Tinella.
Chamava-se Alba Pompeia no período romano.

## Demografia
| Variação demográfica do município entre 1861 e 2011                               |
|                                                                                   |
| Fonte: Istituto Nazionale di Statistica (ISTAT) - Elaboração gráfica da Wikipedia |